# Boarmia separata
Boarmia separata är en fjärilsart som beskrevs av W. Warren 1902. Boarmia separata ingår i släktet Boarmia och familjen mätare. Inga underarter finns listade i Catalogue of Life.